# Densha de Go!
Densha de Go! (電車でGO!, «Let’s Go by Train!») — серия японских игр в жанре симулятора поезда, первоначально разработанная компанией Taito, а в последнее время — Square Enix и Railfan Holdings Co., Ltd. История серии началась с версии для игровых автоматов в 1996 году, а первый выпуск для домашних игровых систем состоялся на платформе PlayStation в 1997 году. Японский издатель Unbalance также выпускал версии для персональных компьютеров. Все игры серии выпускаются исключительно на японском языке.
В честь празднования 20-летия игровой серии Square Enix выпустила две игры. Первая была выпущена для Android и iOS зимой 2016 года, а вторая — для аркадных автоматов в 2017 году.

## Игровой процесс
Каждая игра серии Densha de Go! содержит реальные железнодорожные (или трамвайные) маршруты, основанные на действующих транспортных линиях Японии. Основная задача игрока заключается в управлении поездом с соблюдением строгого расписания, включая остановку на станциях с точностью до 30 см от заданной точки остановки и прибытие в пределах полусекунды от запланированного времени. Хотя конкретные требования незначительно различаются между версиями, от игрока ожидается соблюдение скоростных ограничений и других сигнальных знаков, подача звукового сигнала при проезде мимо путевых рабочих, своевременное прохождение промежуточных контрольных точек между станциями и выполнение других подобных задач.
Серия Densha de Go! отличается от серии Train Simulator, выпущенной Ongakukan, прежде всего тем, что в то время как серия Ongakukan использует для своей графики видео, снятое с камер, установленных на передней части реальных поездов, игры Densha de Go! полагаются на компьютерную графику.

## История
Концепция видеоигры о поездах возникла в компании Taito примерно в 1991—1992 годах, однако первоначально проект был отложен, поскольку руководство считало тематику поездов скучной и неинтересной. Программист Акира Сайто разработал идею на основе наблюдений за популярным тренажером линии Яманотэ в Музее транспорта в токийском районе Акихабара, который неизменно привлекал посетителей всех возрастов. Когда Сайто официально предложил концепцию около 1996 года, в Taito мнения разделились между сторонниками проекта и скептиками, которые сомневались в привлекательности симулятора поездов на рынке аркадных игр, где доминировали файтинги и гонки. Поддержка со стороны сотрудников Taito, увлекающихся поездами, помогла получить одобрение проекта.
Официальная разработка началась в июле 1996 года в сжатые сроки — три-четыре месяца. Небольшая команда состояла из Акиры Сайто в качестве ведущего программиста и планировщика, программистов Масаюки Кикути и Масаи Киноситы, Юкихиро Мориямы, отвечавшего за графику, и Тэцую Ямаро, создававшего вступительную демонстрацию. Команда с самого начала решила использовать реальные японские железнодорожные линии и станции вместо вымышленных локаций, и вложила значительные средства в создание аутентичной панели управления, несмотря на обеспокоенность руководства относительно расходов. Сайто утверждал, что панель управления представляет собой «80% игры», и настаивал на функциональных элементах, таких как рабочие манометры и аутентичные рычаговые механизмы.
В процессе разработки несколько функций были исключены, включая «режим безрассудного вождения», который позволил бы игрокам пропускать станции, а фантастические элементы были отброшены в пользу реализма. Игра была выпущена в японских аркадах в 1997 году и получила положительный отклик.
В апреле 2010 года, через 5 лет после того, как Square Enix приобрела Taito Corporation в качестве дочерней компании, Densha de Go! Special Version — Revived! Showa Yamanote Line была анонсирована для Nintendo DS 22 июля 2010 года.
В 2017 году Taito, принадлежащая Square Enix, выпустила новый аркадный автомат в честь 20-летия серии игр. Согласно статье из Geek: «Автомат включает в себя четыре дисплея, три из которых действуют как окна, показывающие дорожку и моделируемый внешний мир, в то время как четвертый формирует приборную панель, за которой сидит игрок. Все кнопки от реального поезда присутствуют, как и два физических элемента управления, необходимых для движения поезда.» Они также выпустили новую мобильную игру для Android и iOS зимой 2016 года.

## КонтроллерыDensha de Go!

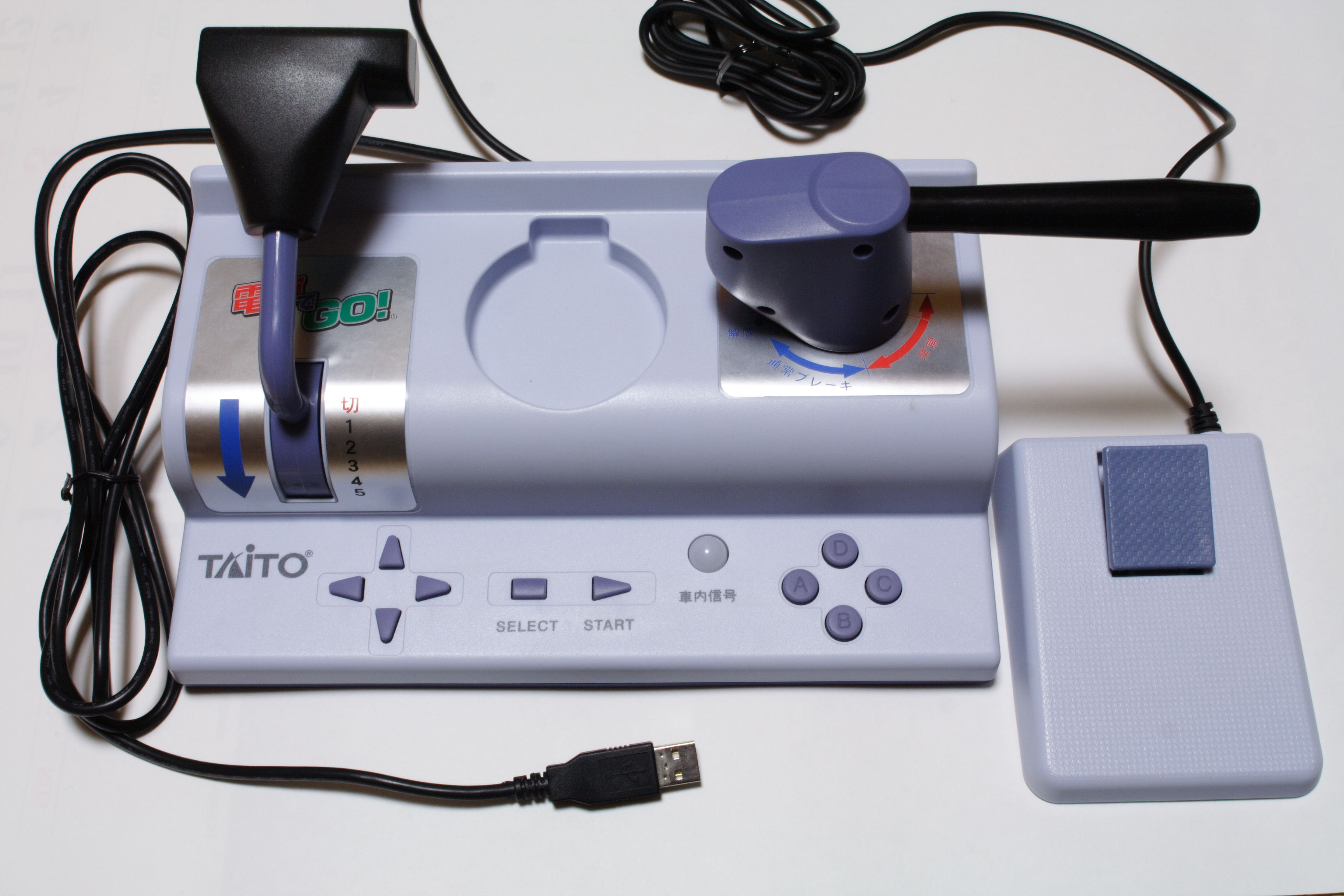
Контроллер Type 2 для Densha de Go!

Для ряда платформ (PC, PS, PS2, Saturn, Wii и т. д.), для которых была доступна Densha de Go!, было выпущено большое количество аппаратных контроллеров поездов. Сюда входили версии с кнопками, рычагами и педалями, которые предлагали контроллеры реальных поездов, в том числе традиционные контроллеры поездов с тормозом и дроссельной заслонкой, контроллеры типа «mascon» (одиночный рычаг для дроссельной заслонки и тормоза), контроллеры shinkansen, а также контроллеры трамваев (якобы похожие на традиционный тип тормоза и дроссельной заслонки, но имеющие другой стиль).